# Karin Stephen

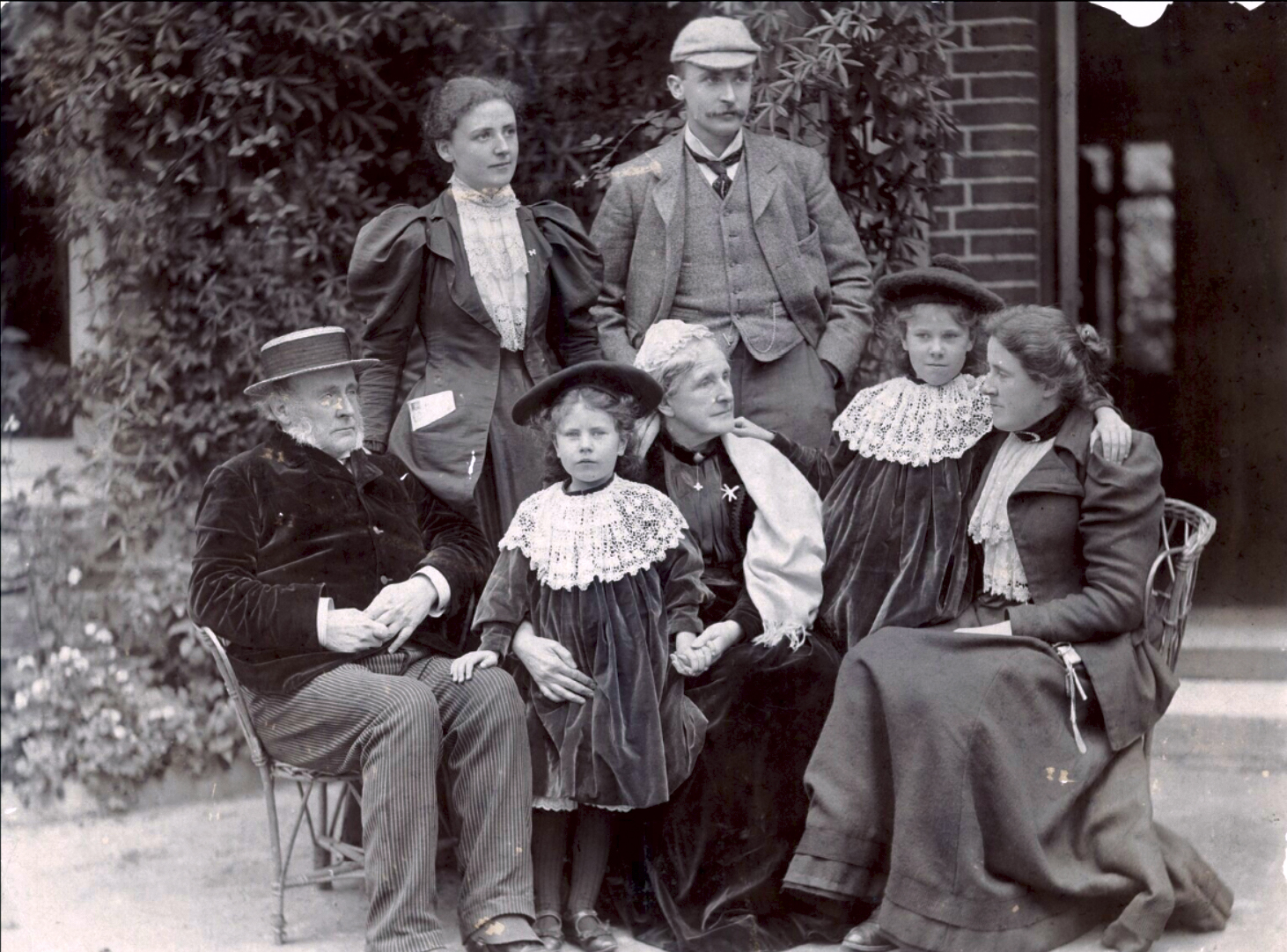
Karin Stephen, a los cinco años, con otros miembros de la familia Robert Pearsall Smith (1894)

Karin Stephen, de soltera Costelloe, (10 de marzo de 1889 - 12 de diciembre de 1953) fue una psicoanalista y psicóloga británica.

## Biografía
Karin Stephen nacida como Catherine Elizabeth Costelloe era hija de Mary Costelloe (nacida Mary Whitall Smith, más conocida como Mary Berenson,1864-1945) que había sido cuáquera en Filadelfia, y de  Benjamin Francis Conn Costelloe (1855-1899), un converso al catolicismo, de Irlanda del Norte. La relación entre sus padres era muy difícil por lo que la madre dejó a su marido cuando Karin y su hermana Rachel eran niñas. Su padre murió en 1899, cuando ella tenía diez años, de manera que las hermanas tuvieron que ser cuidadas por su abuela. Durante su estancia en el internado obtuvo una beca para el Newnham College, Cambridge.
Stephen ingresó en Newnham en 1907, pero lo abandonó al cabo de un año debido a varios problemas personales y de salud. Luego pasó un año en el  Bryn Mawr College, donde comenzó sus estudios de filosofía y psicología. En 1909 regresó a Newnham y al año siguiente se licenció en Ciencias Morales. En 1914 se convirtió en miembro del Newnham.

## Trayectoria
En 1913, ella y otras tres mujeres iniciaron una acción legal sin éxito, conocida como Bebb vs. the Law Society, en la que reclamaban que la Law Society debería verse obligada a admitirlas en sus exámenes de ingreso.  Las otras tres mujeres eran Gwyneth Bebb, quien dio nombre a la acción, Maud Crofts y Lucy Nettlefold.
Se casó con Adrian Stephen (hermano de Virginia Woolf y Vanessa Bell) en 1914. Tuvieron dos hijos, Ann (1916-1997) y Karin (1918-1972). La pareja, como objetores de conciencia, pasó la guerra trabajando en una vaquería. Se interesaron por la obra de Sigmund Freud y después de la guerra se formaron como médicos para practicar el psicoanálisis. Inicialmente se introdujeron en el análisis con James Glover y cuando este murió, en 1926, Karin continuó con Sylvia Payne. Ambos se graduaron en 1927 y  ella estuvo trabajando en un hospital psiquiátrico. Aceptada como miembro asociado de la Sociedad Psicoanalítica Británica en 1927, se convirtió en miembro de pleno derecho en 1931. 
Stephen empezó a trabajar como  psicoanalista e impartió el primer curso de sobre psicoanálisis que se dio en la Universidad de Cambridge: un curso de seis conferencias que se repitió durante varios años y constituyó la base de su libro de texto Psicoanálisis y medicina. Sufría de sordera y depresión maníaca y tras la muerte de su marido en 1948, y el consecuente deterioro de su salud, acabó suicidándose en 1953. 
Leonard Woolf consideraba a Stephen "Old Bloomsbury".
Sus trabajos se encuentran en los archivos de la Sociedad Psicoanalítica Británica . 

## Publicaciones
- El mal uso de la mente. Un estudio del ataque de Bergson al intelectualismo, Nueva York: Harcourt, Brace; Londres: K. Paul, Trench, Trubner, 1922. Con una carta preliminar de Henri Bergson. En The International Library of  Psychology, Philosophy and Scientific Method.
- Psicoanálisis y medicina. Un estudio sobre el deseo de enfermar, Nueva York: Macmillan; Cambridge: The University Press,1933.
- 'Introyección y proyección: culpa y rabia', British Journal of Medical Psychology 14, págs. 316–31, 1934.
- 'Una correspondencia con la Dra. Karin Stephen', en CH Waddington, Science As Ethics, Londres: George Allen & Unwin, 1943.
- 'Relaciones entre el superyó y el yo', Psychoanalysis and History 2: 1 (febrero de 2000).